# Lemula obscuripennis
Lemula obscuripennis är en skalbaggsart som beskrevs av Michitaka Shimomura 1979. Lemula obscuripennis ingår i släktet Lemula och familjen långhorningar.
Artens utbredningsområde är Taiwan. Inga underarter finns listade i Catalogue of Life.